# 趙章 (正德進士)
趙章（1488年—？年），字達卿，四川重慶府合州人，明朝政治人物。

## 生平
四川乡试第十三名举人，正德十六年（1521年）辛巳科第三甲第三十四名進士。曾官直隸丹陽縣知縣。嘉靖四年（1525年）任秀水县知县。

## 家族
曾祖趙鼐；祖趙友禮；父趙易；母劉氏。慈侍下。兄趙文。